# Universidad Europea de Madrid
La Universidad Europea de Madrid es una universidad privada española, ubicada en la Comunidad de Madrid. Cuenta con 3 campus: el principal, en Villaviciosa de Odón, el campus de Alcobendas y el nuevo Creative Campus en el centro de Madrid. Acoge a más de 16.000 alumnos de 110 nacionalidades distintas. En 2019 fue elegida quinta mejor universidad privada de España, según un ranking de El Mundo.
Es una de las 8 universidades españolas de 5 estrellas según QS World University Rankings

## Historia
La Universidad Europea de Madrid fue fundada en 1989 como Centro Europeo de Estudios Superiores (CEES), centro adscrito a la Universidad Complutense de Madrid, que sería reconocido como universidad privada por la Ley 24/1995, de 17 de julio de 1995. Pertenece al grupo de universidades de la Universidad Europea.

### Rectores
| Desde | Hasta      | Rector/a                            |
| ----- | ---------- | ----------------------------------- |
| 1995  | 2001       | Juan Salcedo Martínez               |
| 2001  | 2004       | Fernando Fernández Méndez de Andés  |
| 2004  | 2009       | Antonio Bañares Cañizares           |
| 2009  | 2015       | Águeda Benito Capa                  |
| 2015  | 2017       | Isabel Fernández Martínez           |
| 2017  | 2017       | Miguel Gómez Navarro (En funciones) |
| 2017  | 2019       | Juan Morote Sarrión                 |
| 2019  | actualidad | Elena Gazapo                        |

## Escuelas y facultades
Cuenta con seis facultades y escuelas:
- Facultad de Ciencias Biomédicas y de la Salud
- Facultad de Medicina, Salud y Deporte
- Facultad de Ciencias Económicas, Empresariales y de la Comunicación
- Escuela de Arquitectura, Ingeniería, Ciencia y Computación
- Facultad de Ciencias Jurídicas, Educación y Humanidades
- Escuela de Doctorado e Investigación

## Centros adscritos
- Centro de Estudios Garrigues

El Centro de Estudios Garrigues es una entidad privada, vinculada al despacho de abogados Garrigues, que fue fundada en 1994 con la vocación de poner al servicio de la sociedad la experiencia profesional y el conocimiento alcanzados en el ámbito jurídico-empresarial por el despacho.

## Campus
Cuenta con tres campus universitarios: el Campus de Villaviciosa de Odón, el Campus de Alcobendas y el nuevo Creative Campus en el centro de Madrid.

### Campus de Villaviciosa de Odón
Ocupa, desde 1989, un espacio de 25 hectáreas en el que actualmente se encuentran cinco edificios docentes, un complejo deportivo y dos residencias universitarias con capacidad para más de 500 personas.
El Campus de Villaviciosa de Odón alberga en sus instalaciones cuatro facultades y escuelas: la Escuela de Arquitectura, Ingeniería y diseño, la Facultad de Ciencias Sociales y de la Comunicación, la Facultad de Ciencias Biomédicas y de la Salud, y la Facultad de Ciencias de la Actividad Física y el Deporte.
Cuenta además con un hospital simulado con la tecnología más avanzada que permite el desarrollo de un modelo académico realmente innovador, diseñado para el entrenamiento clínico y la investigación, unos estudios de radio y televisión, laboratorios de investigación para la mayoría de las áreas del conocimiento científico, salas de visitas, estudios de diseño y edición y laboratorio de idiomas, entre otros equipamientos.
Este campus también acoge el Centro Profesional de la Universidad Europea, para estudios de Formación Profesional.
En 2022 comenzaron las obras para la creación del Hospital Clínico Veterinario ubicado dentro del campus, además de la finalización del Hospital Simulado Veterinario para los alumnos del grado en Veterinaria.

### Campus Alcobendas
El campus de Alcobendas fue inaugurado en el curso académico 2014/2015. Pensado en la empresa y el emprendimiento, acoge más de 10 titulaciones de grado, 6 ciclos formativos de grado superior y más de 50 posgrados.  
Desde el 2019, el Centro de Estudios Garrigues pertenece al grupo de la Universidad Europea, por lo que se ubicaron en este campus de Alcobendas como centro adscrito. 

### Creative Campus
Con fecha de inauguración para el curso 2024/2025, se trata de más de 5 000 m² de instalaciones situadas en el número 39 de la calle María de Molina de Madrid y que albergará todas las titulaciones relacionadas con las áreas del diseño, las artes y las tecnologías creativas: animación, diseño de videojuegos, diseño gráfico y multimedia, diseño de producto, diseño de interiores, diseño de moda, gestión y comunicación de moda, y arte digital y tecnologías creativas, entre otras.

## Doctores Honoris Causa
- Per Ingvar Branemark (2003) (fallecido en 2014)
- Miguel Fisac (2004) (fallecido en 2006)
- Lluís Bassat (2005)
- Mario Vargas Llosa (2006)
- Antonio Garrigues Walker (2007)
- Valentín Fuster Carulla (2008)
- Joan Rodés Teixidor (2008) (fallecido en 2017)
- Pedro Alonso Fernández (2008)
- Enrique V. Iglesias (2008)
- Juan Antonio Samaranch (2009) (fallecido en 2010)
- Nelson Mandela (2010) (fallecido en 2013)
- José Planas Gómez (2010)
- Recep Tayyip Erdoğan (2010)
- Shirin Ebadi (2010)
- Lech Wałęsa (2011)
- Plácido Domingo (2013)
- Pedro Duque (2013)
- Ángel Gurría (2015)
- Rafael Nadal (2015)
- Juan Ignacio Cirac Sasturain (2016)
- António Guterres (2016)
- Rebeca Grynspan Mayufis (2018)
- Carlos Herrera (2021)
- Iñaki Gabilondo (2021)